# Mullassery
Mullassery es una ciudad censal situada en el distrito de Thrissur en el estado de Kerala (India). Su población es de 12165 habitantes (2011). Se encuentra a 16 km de Thrissur y a 77 km de Cochín.

## Demografía
Según el censo de 2011 la población de Mullassery era de 12165 habitantes, de los cuales 5551 eran hombres y 6614 eran mujeres. Mullassery tiene una tasa media de alfabetización del 95,87%, superior a la media estatal del 94%: la alfabetización masculina es del 97,61%, y la alfabetización femenina del 94,44%.